# Strobilanthes tenuiflora
Strobilanthes tenuiflora är en akantusväxtart som beskrevs av John Richard Ironside Wood. Strobilanthes tenuiflora ingår i släktet Strobilanthes och familjen akantusväxter. Inga underarter finns listade i Catalogue of Life.